# Finn Harps FC
Finn Harps FC este un club de fotbal din Ballybofey, Comitatul Donegal, Irlanda.

## Lotul actual de jucători (2009-2010)
| Nr. |                   | Poziție | Jucător              |
| --- | ----------------- | ------- | -------------------- |
|     | Republica Irlanda | P       | Gavin Cullen         |
|     | Republica Irlanda | F       | Corneilius Gallagher |
|     | Republica Irlanda | F       | Johnny Havlin        |
|     | Republica Irlanda | F       | James Doherty        |
|     | Republica Irlanda | F       | Marc Mukendi         |
|     | Republica Irlanda | F       | Ian Rossiter         |
|     | Republica Irlanda | F       | Ciaran Coll          |
|     | Republica Irlanda | F       | Gary Whoriskey       |
|     | Republica Irlanda | M       | Shaun McGowan        |
|     | Republica Irlanda | M       | Michael Funston      |
|     | Republica Irlanda | M       | Mark Forker          |

| Nr. |                   | Poziție | Jucător           |
| --- | ----------------- | ------- | ----------------- |
|     | Republica Irlanda | M       | Marc Brolly       |
|     | Republica Irlanda | M       | Sean Houstan      |
|     | Republica Irlanda | M       | Ruairí Harkin     |
|     | Republica Irlanda | M       | Paddy Bonner      |
|     | Republica Irlanda | M       | Oisin McMenamin   |
|     | Republica Irlanda | M       | Christy Connaghan |
|     | Republica Irlanda | A       | Conor Gethins     |
|     | Irlanda de Nord   | A       | Vincent Sweeney   |
|     | Anglia            | A       | Damien Whitehead  |
|     | Republica Irlanda | A       | David McDaid      |
|     | Republica Irlanda | P       | Ciaran Gallagher  |
|     | Republica Irlanda | P       | Liam Mailey       |

## Titluri
- Cupa FAI: 1
  - 1973–74
- League of Ireland First Division: 1
  - 2004